# Saison 1956-1957 de la LIH
Saison précédente Saison suivante
La saison 1956-1957 est la douzième saison de la ligue internationale de hockey.
Les Mohawks de Cincinnati remportent la Coupe Turner en battant les Chiefs d'Indianapolis en série éliminatoire.

## Saison régulière
Les Rockets de Grand Rapids déménagent avant le début de la saison et deviennent les Hornets de Huntington.

### Classement de la saison régulière
| Clt   | Équipe                | PJ | V  | D  | N | BP  | BC  | Pts |
| ----- | --------------------- | -- | -- | -- | - | --- | --- | --- |
| +001, | Mohawks de Cincinnati | 60 | 50 | 9  | 1 | 245 | 113 | 101 |
| +002, | Chiefs d'Indianapolis | 60 | 26 | 29 | 5 | 168 | 177 | 57  |
| +003, | Hornets de Huntington | 60 | 26 | 30 | 4 | 180 | 188 | 56  |
| +004, | Mercurys de Toledo    | 60 | 26 | 30 | 4 | 166 | 186 | 56  |
| +005, | Komets de Fort Wayne  | 60 | 25 | 29 | 6 | 170 | 177 | 56  |
| +006, | Bruins de Troy        | 60 | 15 | 41 | 4 | 135 | 223 | 34  |

- Champion de la saison régulière
- Qualifié pour les séries éliminatoires

### Meilleurs pointeurs
| Joueur          | Équipe       | PJ | B  | A  | Pts | Pun |
| --------------- | ------------ | -- | -- | -- | --- | --- |
| Pierre Brillant | Indianapolis | 58 | 38 | 41 | 79  | 6   |
| Art Stone       | Fort Wayne   | 60 | 21 | 55 | 76  | 46  |
| Billy Goold     | Cincinnati   | 58 | 22 | 48 | 70  | 24  |
| Bun Smith       | Cincinnati   | 60 | 32 | 32 | 64  | 64  |
| Chester Melski  | Cincinnati   | 60 | 20 | 40 | 60  | 23  |
| Eddie Long      | Fort Wayne   | 58 | 34 | 25 | 59  | 40  |
| Al Johnson      | Cincinnati   | 56 | 29 | 29 | 58  | 36  |
| Marc Boileau    | Cincinnati   | 60 | 25 | 32 | 57  | 50  |
| Bob Bowness     | Cincinnati   | 60 | 21 | 36 | 57  | 40  |
| Max Mekilok     | Cincinnati   | 52 | 20 | 36 | 56  | 30  |

## Séries éliminatoires
Les séries éliminatoires se déroule du 12 au 26 mars. Les vainqueurs des demi-finales s'affrontent pour l'obtention de la Coupe Turner.

### Tableau
|  | Demi-finales          | Demi-finales          |                       |   | Finale | Finale |
|  | Demi-finales          | Demi-finales          |                       |   | Finale | Finale |
|  |                       |                       |                       |   |        |        |
|  |                       |                       |                       |   |        |        |
|  |                       |                       |                       |   |        |        |
|  | Mohawks de Cincinnati | 3                     |                       |   |        |        |
|  | Mohawks de Cincinnati | 3                     |                       |   |        |        |
|  | Hornets de Huntington | 1                     |                       |   |        |        |
|  | Hornets de Huntington | 1                     | Mohawks de Cincinnati | 3 |        |        |
|  |                       |                       | Mohawks de Cincinnati | 3 |        |        |
|  |                       | Chiefs d'Indianapolis | 0                     |   |        |        |
|  | Chiefs d'Indianapolis | Chiefs d'Indianapolis | 0                     | 3 |        |        |
|  | Chiefs d'Indianapolis |                       |                       | 3 |        |        |
|  | Mercurys de Toledo    | 2                     |                       |   |        |        |
|  | Mercurys de Toledo    | 2                     |                       |   |        |        |

### Demi-finales
Pour les demi-finales, l'équipe ayant terminé au premier rang lors de la saison régulière, les Mohawks de Cincinnati, affrontent l'équipe ayant terminé troisième, les Hornets de Huntington, puis celle ayant fini deuxième, les Chiefs d'Indianapolis, font face à l'équipe ayant pris la quatrième place, les Mercurys de Toledo. Pour remporter les demi-finales, les équipes doivent obtenir trois victoires.
| Date    | Équipe à domicile     | Pointage | Équipe visiteuse      |
| ------- | --------------------- | -------- | --------------------- |
| 12 mars | Mohawks de Cincinnati | 5-4      | Hornets de Huntington |
| 15 mars | Hornets de Huntington | 6-1      | Mohawks de Cincinnati |
| 17 mars | Mohawks de Cincinnati | 4-2      | Hornets de Huntington |
| 19 mars | Hornets de Huntington | 1-6      | Mohawks de Cincinnati |

Les Mohawks de Cincinnati remportent la série 3 victoires à 1.
| Date    | Équipe à domicile     | Pointage | Équipe visiteuse      |
| ------- | --------------------- | -------- | --------------------- |
| 13 mars | Chiefs d'Indianapolis | 3-1      | Mercurys de Toledo    |
| 16 mars | Mercurys de Toledo    | 2-1      | Chiefs d'Indianapolis |
| 17 mars | Chiefs d'Indianapolis | 4-3      | Mercurys de Toledo    |
| 19 mars | Mercurys de Toledo    | 3-0      | Chiefs d'Indianapolis |
| 20 mars | Chiefs d'Indianapolis | 3-2      | Mercurys de Toledo    |

Les Chiefs d'Indianapolis remportent la série 3 victoires à 2.

### Finale
La finale oppose les vainqueurs de leur série respectives, les Mohawks de Cincinnati et les Chiefs d'Indianapolis. Pour remporter la finale les équipes doivent obtenir trois victoires.
| Date    | Équipe à domicile     | Pointage | Équipe visiteuse      |
| ------- | --------------------- | -------- | --------------------- |
| 23 mars | Mohawks de Cincinnati | 4-1      | Chiefs d'Indianapolis |
| 24 mars | Chiefs d'Indianapolis | 1-7      | Mohawks de Cincinnati |
| 26 mars | Chiefs d'Indianapolis | 0-5      | Mohawks de Cincinnati |

Les Mohawks de Cincinnati remportent la série 3 victoires à 0.

### Effectifs de l'équipe championne
Voici l'effectif des Mohawks de Cincinnati, champion de la Coupe Turner 1957:
- Entraineur : Roland McLenahan.
- Joueurs : Glenn Ramsay, Lou Marcon, Bill Sutherland, Butch MacKay, Al Johnson, Lou Dietrich, Chester Melski, Moe Mantha Sr., Bun Smith, Max Mekilok, Reg Grigg, Gary Edmundson, Billy Goold et Warren Hynes.

## Trophées remis
| Trophée               | Description                       | Vainqueur             |
| --------------------- | --------------------------------- | --------------------- |
| Coupe Turner          | Champion des séries éliminatoires | Mohawks de Cincinnati |
| Trophée Fred-A.-Huber | Champion de la saison régulière   | Mohawks de Cincinnati |

| Trophée                     | Description                                         | Vainqueur                                 |
| --------------------------- | --------------------------------------------------- | ----------------------------------------- |
| Trophée George-H.-Wilkinson | Meilleur pointeur                                   | Pierre Brillant des Chiefs d'Indianapolis |
| Trophée James-Gatschene     | Joueur MVP                                          | Pierre Brillant des Chiefs d'Indianapolis |
| Trophée James-Norris        | Gardien avec la plus faible moyenne de buts alloués | Glenn Ramsay des Mohawks de Cincinnati    |